# Shinichi Sato
Shinichi Sato, född den 7 augusti 1965, är en japansk idrottare som tog brons i baseboll vid olympiska sommarspelen 1992 i Barcelona.